# جو يياغر
جو يياغر (بالإنجليزية: Joe Yeager)‏ هو لاعب كرة قاعدة أمريكي، ولد في 28 أغسطس 1875 في فيلادلفيا في الولايات المتحدة، وتوفي في 2 يوليو 1937 في ديترويت في الولايات المتحدة.

## وصلات خارجية
- جو يياغر على موقعبيزبول رفرنس.كوم (الدوري الرئيسي) (الإنجليزية)
- جو يياغر على موقعبيزبول رفرنس.كوم (الدوري الثانوي) (الإنجليزية)